# Glyphicnemis profligator
Glyphicnemis profligator är en stekelart som först beskrevs av Fabricius 1775.  Glyphicnemis profligator ingår i släktet Glyphicnemis och familjen brokparasitsteklar. Arten är reproducerande i Sverige. Inga underarter finns listade i Catalogue of Life.